# Mauricio Cuero
Mauricio Andrés Cuero Castillo (Tumaco, 28 gennaio 1993) è un calciatore colombiano, attaccante del Deportivo Garcilaso.

## Caratteristiche tecniche
È un centravanti dotato di grande velocità e ottimo dribbling che può essere impiegato come ala.

## Carriera
È stato convocato dall Colombia Under-20 per prendere parte al vittorioso Campionato sudamericano Under-20 2013.
L'11 novembre 2015 firma col Levante un contratto fino al 2020 valevole a partire da gennaio 2016.

## Palmarès
- Campionato sudamericano Under-20: 1

Argentina 2013